# ألفريدو فيرجينيو كانو
ألفريدو فيرجينيو كانو (بالإسبانية: Alfredo Virginio Cano) هو لاعب كرة قدم أرجنتيني، ولد في 30 أغسطس 1982. لعب مع أتلتيكو كوليجياليس.

## وصلات خارجية
- ألفريدو فيرجينيو كانو على موقع قاعدة بيانات كرة القدم.إي يو (الإنجليزية)
- ألفريدو فيرجينيو كانو على موقع Soccerway.com (الإنجليزية)